# Dimitri Lavalée
Dimitri Lavalée (Soumagne, 13 januari 1997) is een Belgisch voetballer die als verdediger voor KV Mechelen speelt.

## Carrière
Lavalée genoot een groot deel van zijn jeugdopleiding bij Standard Luik, waar hij sinds 2016 ook enkele wedstrijden bij de selectie van het eerste elftal zat. In het seizoen 2018/19 werd hij verhuurd aan MVV Maastricht. Hij debuteerde voor MVV Maastricht op 24 augustus 2018, in de met 0-1 gewonnen uitwedstrijd tegen Telstar.
In het seizoen 2019/20 maakt Lavalée deel uit van de eerste selectie van Standard Luik. Hij debuteerde voor deze club op 24 oktober 2019, in de met 2-1 verloren uitwedstrijd in de Europa League tegen Eintracht Frankfurt. Twee weken later kreeg hij door de schorsing van Zinho Vanheusden ook een kans in de competitiewedstrijd tegen KV Mechelen. De verdediger werd onder trainer Michel Preud'homme echter geen vaste waarde, waarop hij in januari 2020 een contract voor vier seizoenen ondertekende bij 1. FSV Mainz 05 dat zou ingaan na het einde van het seizoen. Lavalée kwam daarna, mede door de stopzetting van de competitie vanwege de coronapandemie, niet meer in actie voor Standard.
Bij Mainz kreeg hij geen speelkansen in het eerste elftal – Lavalée speelde in een half seizoen enkel vier wedstrijden voor het tweede elftal in de Regionalliga Südwest –, waarna hij in januari 2021 voor een half seizoen werd uitgeleend aan Sint-Truidense VV. Bij STVV kwam Lavalée veel aan spelen toe, hierdoor werd ook het besluit gemaakt om hem, na dit half seizoen, nog een extra seizoen uit te lenen aan de Limburgse club.
In juni 2022 ondertekende Lavalée een contract van vier seizoenen bij KV Mechelen. in het seizoen 2023/24 werd Lavalée  uitgeleend door KV Mechelen aan het Oostenrijkse SK Sturm Graz. in juli 2024 nam SK Sturm Graz Lavalée definitief over van KV Mechelen en tekende er tot 2026.       

## Statistieken
| Seizoen                     | Club                | Land           | Competitie           | Competitie | Competitie | Beker | Beker | Overig | Overig | Totaal | Totaal |
| Seizoen                     | Club                | Land           | Competitie           | Wed.       | Dlp.       | Wed.  | Dlp.  | Wed.   | Dlp.   | Wed.   | Dlp.   |
| --------------------------- | ------------------- | -------------- | -------------------- | ---------- | ---------- | ----- | ----- | ------ | ------ | ------ | ------ |
| 2016/17                     | Standard Luik       | België         | Eerste klasse A      | 0          | 0          | 0     | 0     | 0      | 0      | 0      | 0      |
| 2017/18                     | Standard Luik       | België         | Eerste klasse A      | 0          | 0          | 0     | 0     | —      | —      | 0      | 0      |
| 2018/19                     | → MVV Maastricht    | Nederland      | Eerste divisie       | 31         | 0          | 1     | 0     | —      | —      | 32     | 0      |
| 2019/20                     | Standard Luik       | België         | Eerste klasse A      | 5          | 0          | 2     | 0     | 1      | 0      | 8      | 0      |
| 2020/21                     | 1. FSV Mainz 05 II  | Duitsland      | Regionalliga Südwest | 4          | 0          | —     | —     | —      | —      | 4      | 0      |
| 2020/21                     | 1. FSV Mainz 05     | Duitsland      | Bundesliga           | 0          | 0          | 0     | 0     | —      | —      | 0      | 0      |
| 2020/21                     | → Sint-Truidense VV | België         | Eerste klasse A      | 11         | 0          | 2     | 0     | —      | —      | 13     | 0      |
| 2021/22                     | → Sint-Truidense VV | België         | Eerste klasse A      | 30         | 1          | 1     | 0     | —      | —      | 31     | 1      |
| 2022/23                     | KV Mechelen         | België         | Eerste klasse A      | 21         | 0          | 4     | 0     | —      | —      | 25     | 0      |
| 2023/24                     | KV Mechelen         | België         | Eerste klasse A      | 3          | 0          | 0     | 0     | 1      | 0      | 4      | 0      |
| 2023/24                     | → SK Sturm Graz     | Oostenrijk     | Bundesliga           | 22         | 2          | 4     | 0     | 8      | 0      | 34     | 2      |
| 2024/25                     | SK Sturm Graz       | Oostenrijk     | Bundesliga           | 25         | 1          | 4     | 0     | 7      | 0      | 36     | 1      |
| Carrièretotaal              | Carrièretotaal      | Carrièretotaal | Carrièretotaal       | 152        | 4          | 18    | 0     | 17     | 0      | 185    | 4      |
| Bijgewerkt op 26 april 2025 |                     |                |                      |            |            |       |       |        |        |        |        |